# 붙임수
붙임수는 절충을 위해 상대의 돌에 붙이는 수법으로, 유력한 공격의 수단 또는 준엄한 맥점이 되는 수다.